# Angopygoplus dentichelis
Genre
Espèce
Angopygoplus dentichelis, unique représentant du genre Angopygoplus, est une espèce d'opilions laniatores de la famille des Assamiidae.

## Distribution
Cette espèce est endémique d'Angola. Elle se rencontre vers Luimbale.

## Description
Le mâle holotype mesure 3 mm.

## Publication originale
- Lawrence, 1951 : « A further collection of opiliones from Angola made by Dr. A. de Barros Machado in 1948–1949. » Publicações Culturais Companhia de Diamantes de Angola, vol. 13, p. 29–44.